# 137 Meliboea
137 Meliboea (in italiano 137 Melibea) è un grande asteroide molto scuro della Fascia principale. Ha una composizione di materiale carbonioso.
È di gran lunga il corpo più grande della famiglia di asteroidi Meliboea (che quindi porta il suo nome), paragonabile in dimensioni solo a 791 Ani.
Meliboea fu il secondo asteroide scoperto dall'astronomo austriaco Johann Palisa, prolifico "cacciatore" di pianetini. Fu individuato il 21 aprile 1874 dall'Osservatorio Navale Austriaco di Pola, di cui fu direttore dal 1872 al 1880, grazie a un telescopio rifrattore da 6 pollici. Fu battezzato così in onore di una delle Melibea della mitologia greca.